# عملیات پانچو ویا
عملیات پانچو پانچو ویا (انگلیسی: Pancho Villa Expedition)، بخش جنگ‌های مرزی بین ایالات متحده و مکزیک بود. این نبرد، یک عملیات نظامی انجام شده توسط ارتش ایالات متحده در برابر نیروهای شبه نظامی مکزیکی، انقلابی پانچو ویا بود که از ۱۴ مارس سال ۱۹۱۶ تا ۷ فوریه ۱۹۱۷ در جریان انقلاب مکزیک (۱۹۱۰–۱۹۲۰) به وقوع پیوست.

## شرح عملیات
این حمله توسط نیروی زمینی ایالات متحده آمریکا، در اقدامی تلافی جویانه جهت پاسخ به پانچو ویا در حمله به شهر کلمبوس بود که به یاد ماندنی‌ترین رویداد جنگ‌های مرزی شناخته شد.
این عملیات با فرمان توماس وودرو ویلسون، رئیس‌جمهور وقت ایالات متحده، آغاز شد و هدف آن، دستگیری پانچو ویا، انقلابی مشهور مکزیک بود.
این نبرد هر چند در ابتدا با وجود موفقیت آمریکایی‌ها در محل و شکست دادن بدنه اصلی نیروهای ویا همراه بود، اما در نهایت به ناکام ماندن نیروهای مسلح ایالات متحده آمریکا انجامید.

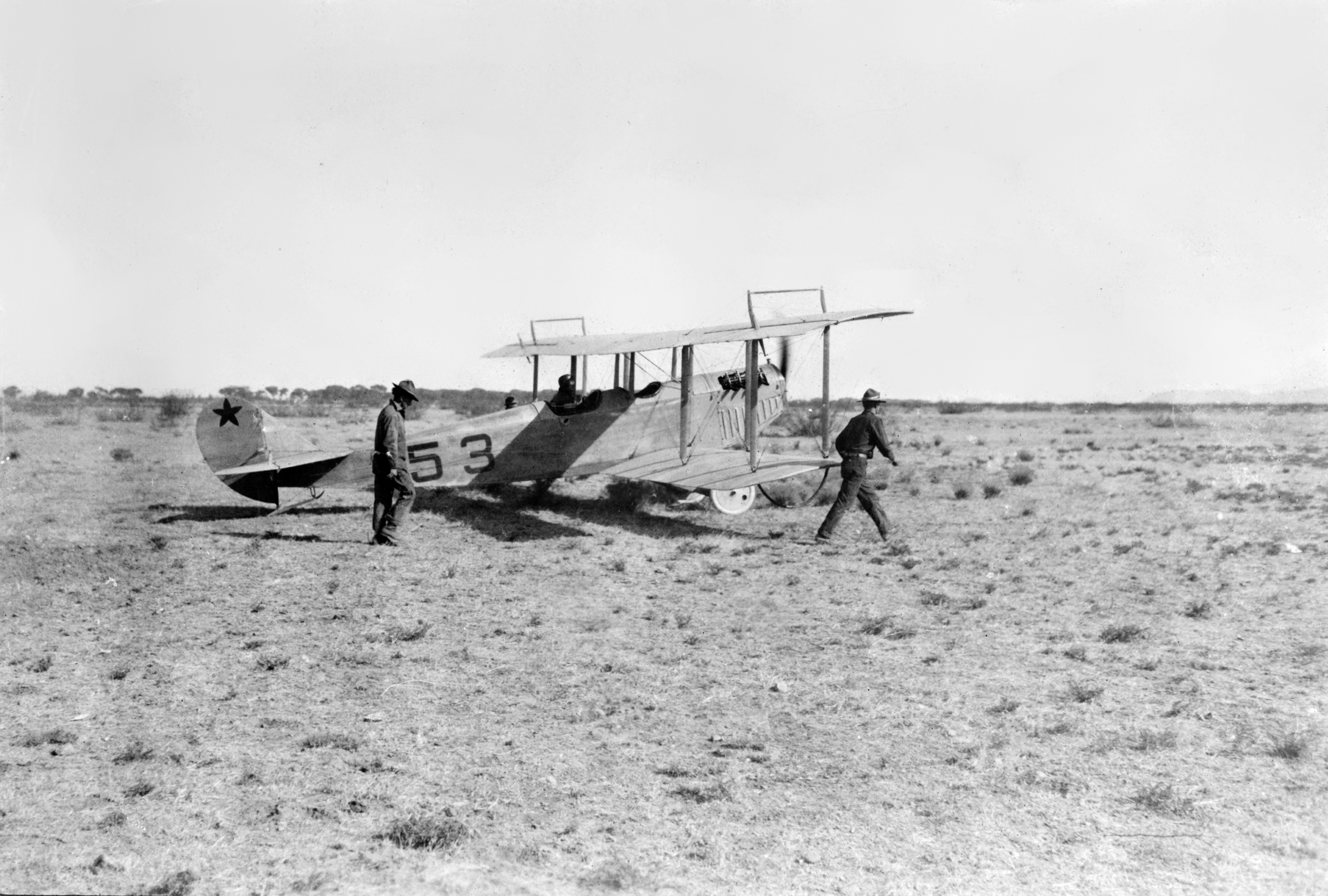
اولین اسکادران هوایی ایالات متحده در مکزیک

## نگارخانه

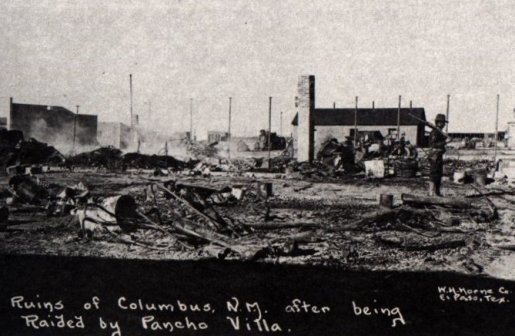
شهر کلمبوس پس از حمله پانچو بی‌یا در ۹ مارس سال ۱۹۱۶
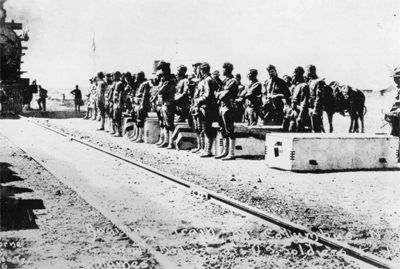
نیروهای سواره نظام ۱۳ ایالات متحده در انتظار قطار برای رفتن به نبرد پانچو ویا
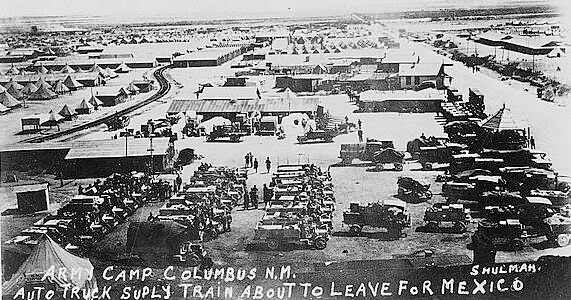
منطقه عملیات در کلمبوس
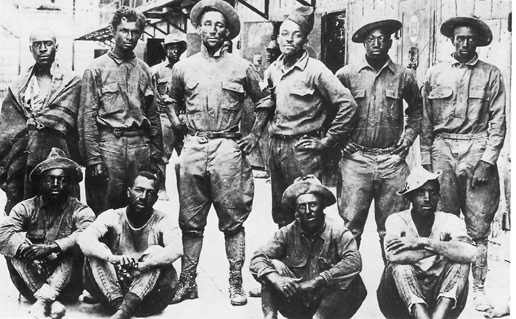
زندانیان در طول نبرد Carrizal در ۲۱, ۱۹۱۶
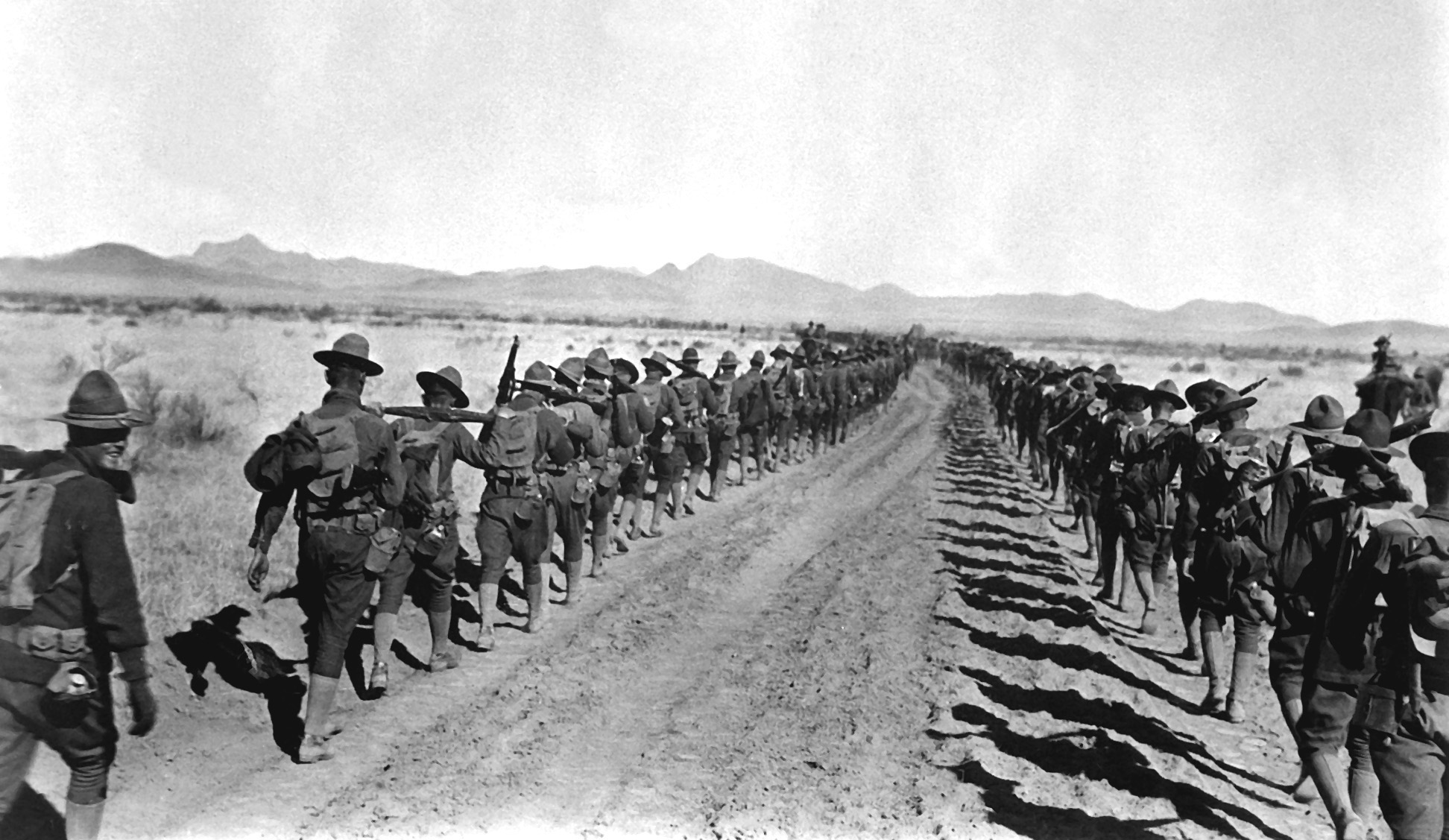
اعضای نیروهای ششم و شانزدهم پیاده نظام ایالات متحده در ژانویه ۱۹۱۷